# Andrej Uladzimiravics Kabjakov
Andrej Uladzimiravics Kabjakov (belaruszul: Андрэй Уладзіміравіч Кабякоў, oroszul: Андрей Владимирович Кобяков; Moszkva, 1960. november 21. –) fehérorosz politikus. 2014 és 2018 között Fehéroroszország miniszterelnöke volt, 2014. december 27-én nevezte ki Aljakszandr Rihoravics Lukasenka elnök. 2012 és 2014 között Kabjakov Lukasenka kabinetfőnöke volt.
2003 decemberétől 2010. december 28-ig miniszterelnök-helyettes volt.

## Élete
Andrej Kabjakov 1960-ban született Moszkvában. Hároméves korától Fehéroroszország területén él.
1983-ban diplomázott a Moszkvai Repülési Intézetben. 1983–1985 között előbb művezetőként és főművezetőként dolgozott a Szergej Vavilovról nevezett minszki gyárban, majd 1985–1988 között főművezetőként és az összeszerelő üzem vezetőhelyetteseként a Homeli terület, rahacsovi Dijaprajektar (Diavetítő) nevű gyárban.
1988–1989 között a kommunista párt rahacsovi városi bizottság szervezési osztályának instruktora volt.
1991-ben diplomát szerzett a Belarusz Állami Nemzetgazdasági Intézetben. 1989–1991 között a Belorusszia Kommunista Pártjának Politikatudományi és Társadalomvezetési Intézetének hallgatója volt.

## Pályafutása
1995 és 1996 között az Ellenőrző Szolgálat helyettes vezetője, 1996 és 1998 között pedig a Belarusz Állami Ellenőrző Bizottság elnökhelyettese volt. 1998 júniusában a könnyűipari termékek gyártásával és értékesítésével foglalkozó fehérorosz állami konszern elnöke lett.
Az elnök utasítására 1998. december 2-án kinevezték az Állami Ellenőrző Bizottság elnökévé. 2000. október 6-án kinevezték az állam képviselőjévé az OAO Belpromsztrojbankban.
2000 és 2001 között Fehéroroszország első miniszterelnök-helyettese volt. Az elnök 2001. szeptember 24-én miniszterelnök-helyettessé nevezte ki.
2002. július 3-tól 2003. december 24-ig gazdasági miniszter volt.
2003. december 28-tól a fehérorosz elnöki adminisztráció helyettes vezetője volt.
2011. december 8-án kinevezték oroszországi nagykövetnek, 2012-ig töltötte be ezt a tisztséget.
2012. augusztus 27-től 2014. december 27-ig az elnök kabinetfőnöke volt.
2014. december 27-től 2018. augusztus 18-ig  Fehéroroszország miniszterelnöke volt.

## Magánélet
Kabjakov nős, egy lánya és egy fia van.

## Fordítás
Ez a szócikk részben vagy egészben  az   Andrei Kobyakov című angol Wikipédia-szócikk fordításán alapul.  Az eredeti cikk szerkesztőit annak laptörténete sorolja fel. Ez a jelzés csupán a megfogalmazás eredetét és a szerzői jogokat jelzi, nem szolgál a cikkben szereplő információk forrásmegjelöléseként.